# Леслі Томпсон
Ле́слі То́мпсон  (англ. Lesley Thompson; нар. 20 вересня 1959) — канадська веслувальниця, олімпійська чемпіонка.

## Виступи на Олімпіадах
| Олімпіада         | Дисципліна                      | Місце |
| ----------------- | ------------------------------- | ----- |
| Лос-Анджелес 1984 | четвірка розстібна зі стерновим | 2     |
| Сеул 1988         | четвірка розстібна зі стерновим | 7     |
| Барселона 1992    | вісімка розстібна зі стерновим  | 1     |
| Атланта 1996      | вісімка розстібна зі стерновим  | 2     |
| Сідней 2000       | вісімка розстібна зі стерновим  | 3     |
| Пекін 2008        | вісімка розстібна зі стерновим  | 4     |
| Лондон 2012       | вісімка розстібна зі стерновим  | 2     |

## Зовнішні посилання
- Досьє на sport.references.com [Архівовано 6 червня 2009 у Wayback Machine.]

1. ↑  Thompson-Willie Lesley